# Prueba de Selección Universitaria

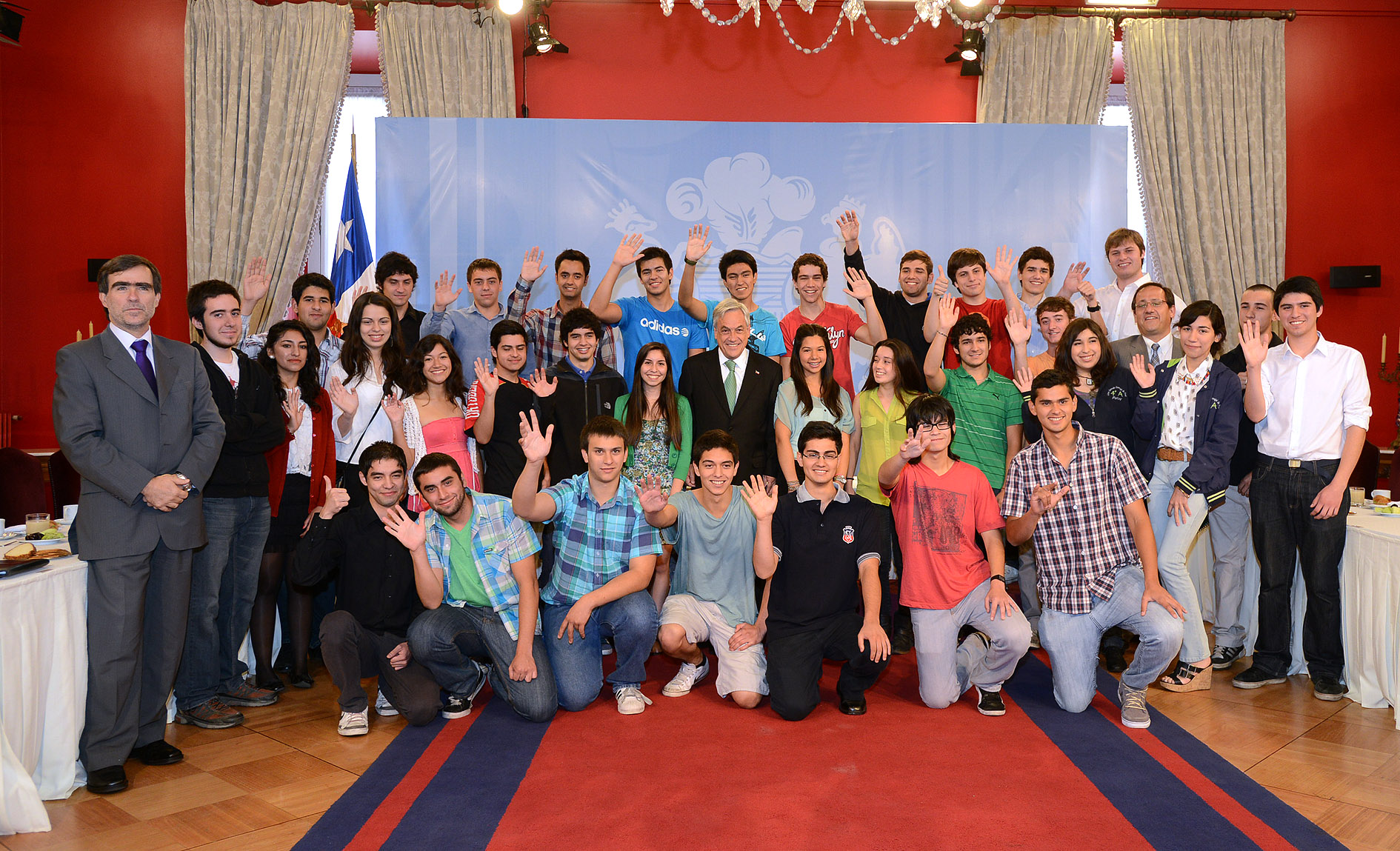
El presidente Sebastián Piñera recibiendo a los postulantes con los mejores puntajes en la prueba de 2012.

La Prueba de Selección Universitaria (PSU) fue un test estandarizado escrito, implementado en Chile desde 2003, hasta su eliminación en 2020, para el proceso de admisión a la educación universitaria. Fue preparada por el Departamento de Evaluación, Medición y Registro Educacional (DEMRE) de la Universidad de Chile, por mandato del Consejo de Rectores de las Universidades Chilenas (CRUCH). Era utilizada por las universidades chilenas pertenecientes al CRUCH, que agrupa a las instituciones llamadas «tradicionales», y por ciertas universidades privadas adscritas, en el marco del denominado «sistema único de admisión» (SUA); además, la PSU fue utilizada por otras universidades privadas en sus propios procesos de admisión.
Aunque formalmente era una prueba transitoria antes de la implementación del nuevo Sistema de Ingreso a la Educación Superior (SIES), hasta la fecha este último nunca se aplicó, siendo la PSU en la práctica reemplazante de la Prueba de Aptitud Académica (PAA), que se usó en Chile entre 1966 y 2002. A partir de 2020, la PSU fue reemplazada con la Prueba de Transición Universitaria (PDT), diseñada para el proceso de admisión de 2021 y 2022, para así permitir una transición a la Prueba de Acceso a la Educación Superior (PAES), proceso que fue instaurado desde 2022.
Por regla general se rendía entre fines de noviembre a la primera quincena del mes de diciembre, y constaba de cuatro pruebas; dos obligatorias (Lenguaje y Comunicación —lengua castellana— y Matemática) y dos electivas («Historia, Geografía y Ciencias sociales» y Ciencias, que incluye Física, Química y Biología).

## Objetivos
La PSU comenzó a rendirse desde 2003, siendo una prueba transitoria que iba a reemplazar a la fallida SIES, que no pudo aplicarse en ese momento para reemplazar a la Prueba de Aptitud Académica (PAA) como quería el Ministerio de Educación y el DEMRE (Departamento de Medición y Registro Educacional de la Universidad de Chile). Sin embargo, a la fecha no se han dado indicios de implementación de la SIES.
A diferencia de la anterior PAA, la cual buscaba medir principalmente aptitudes o habilidades, la PSU es una prueba que pretende medir conocimientos. Por lo cual usualmente es necesaria una preparación anual para adquirirlos, reforzando lo ya aprendido durante la educación media y practicando ejercicios mecánicos para lograr un buen puntaje.
Este examen es utilizado como parte del proceso de admisión a las universidades chilenas, cuyos resultados se ponderan con las Notas de Enseñanza Media (NEM) y el Ranking de Notas; en particular, es utilizado por el Sistema Único de Admisión» (SUA), que incluía 2017 a 39 universidades, las 27 que integran el Consejo de Rectores (CRUCH), comúnmente denominadas como «universidades tradicionales», y 12 universidades privadas "no tradicionales" (Universidad Diego Portales, Universidad Mayor, Universidad Finis Terrae, Universidad Andrés Bello, Universidad Adolfo Ibáñez, Universidad de los Andes, Universidad del Desarrollo, Universidad Alberto Hurtado y Universidad Católica Silva Henríquez, Universidad Central, Universidad Autónoma y Universidad San Sebastián), adscritas al sistema.
Otras universidades privadas tienen la posibilidad de utilizar otros métodos de selección, como las pruebas especiales u otorgar menor ponderación a la PSU, sin embargo, esta prueba es ampliamente utilizada por estas universidades para seleccionar a los estudiantes.[cita requerida]

## Formato y aplicación
La PSU en sí era un conjunto de un total de cuatro pruebas que se rinden en dos días. De estas cuatro pruebas:
- Dos eran obligatorias: Lenguaje y Matemática;
- Las 2 restantes eran optativas, pero era obligatoria al menos la elección de una:
  - Historia, Geografía y Ciencias Sociales
  - Ciencias. Esta prueba tenía un módulo común de Biología, Física y Química (referido al currículum de los dos primeros años de educación media) y tres módulos electivos de los que se elige uno (Biología, Física o Química - referido al currículum los 3.º y 4.º años de educación media)

La elección de cual o cuales pruebas optativas se desea rendir depende de la carrera a la cual se quiere postular, ya que algunas de estas requieren ciertas pruebas optativas, mientras que para otras no es requerido, con la puntuación más alta siendo la considerada si se han realizado ambas.
Al igual que la PAA, es una prueba de alternativas múltiples. Las respuestas se anotan en un cuadernillo especial, coloreando con un lápiz determinado ciertos círculos correspondientes a cada una de las alternativas (A, B, C, D o E), el cual es posteriormente leído por un sensor foto-óptico. 
Para la determinación de la puntuación final de la PSU se convierten los puntos a una escala arbitraria, pero que sigue una distribución normal. Las puntuaciones finales tienen un valor entre 150 a 850 puntos.
Cada universidad adscrita al sistema único de admisión del Cruch establece ponderaciones diferentes para cada prueba y para la puntuación de concentración de notas de la enseñanza media, según el programa de pregrado ofrecido por la institución. Las puntuaciones final de ingreso de los postulantes se ordenan de mayor a menor, siendo la puntuación de corte la última en llenar las vacantes disponibles para ese programa de pregrado en ese proceso de admisión. Este sirve como referencia para el siguiente proceso de admisión.

## Estadísticas
| Proceso de admisión | Fechas                                                                   | Alumnos   | Alumnos | Alumnos  | Ref.                 |
| Proceso de admisión | Fechas                                                                   | Inscritos | Rinden  | Postulan | Ref.                 |
| ------------------- | ------------------------------------------------------------------------ | --------- | ------- | -------- | -------------------- |
| 2004                | 15 y 16 de diciembre de 2003                                             | 159 249   | 153 383 | 66 947   | [ 6 ]                |
| 2005                | 9 y 10 de diciembre de 2004                                              | 176 680   | 169 376 | 76 292   | [ 7 ]                |
| 2006                | 5 y 6 de diciembre de 2005                                               | 182 761   | 176 314 | 77 765   | [ 8 ]                |
| 2007                | 18 y 19 de diciembre de 2006                                             | 242 155   | 211 261 | 87 617   | [ 9 ]                |
| 2008                | 3 y 4 de diciembre de 2007                                               | 240 851   | 216 892 | 81 909   | [ 10 ]               |
| 2009                | 1 y 2 de diciembre de 2008                                               | 277 420   | 242 130 | 92 154   | [ 11 ]               |
| 2010                | 30 de noviembre y 1 de diciembre de 2009                                 | 285 325   | 251 634 | 87 875   | [ 12 ]               |
| 2011                | 13 y 14 de diciembre de 2010                                             | 289 244   | 250 758 | 84 512   | [ 13 ]               |
| 2012                | 12 y 13 de diciembre de 2011                                             | 271 862   | 231 172 | 106 719  | [ 14 ]               |
| 2013                | 3 y 4 de diciembre de 2012                                               | 272 666   | 233 302 | 118 208  | [ 15 ]               |
| 2014                | 2 y 3 de diciembre de 2013                                               | 271 558   | 232 861 | 106 804  | [ 16 ]               |
| 2015                | 1 y 2 de diciembre de 2014                                               | 283 080   | 247 291 | 125 588  | [ 17 ]               |
| 2016                | 30 de noviembre y 1 de diciembre de 2015                                 | 289 480   | 252 333 | 141 906  | [ 18 ] [ 19 ]        |
| 2017                | 28 y 29 de noviembre de 2016                                             | 290 612   | 258 535 | 145 184  | [ 20 ] [ 21 ] [ 22 ] |
| 2018                | 27 y 28 de noviembre de 2017                                             | 295 531   | 265 113 | 159 132  | [ 23 ] [ 24 ]        |
| 2019                | 26 y 27 de noviembre de 2018                                             | 294 176   | 264 629 | 124 451  | [ 25 ] [ 26 ]        |
| 2020                | 6 y 7 de enero de 2020 27 y 28 de enero de 2020 4 y 5 de febrero de 2020 | 297 437   |         |          | [ 27 ] [ 28 ]        |

## Críticas
Para comprender las críticas a la PSU es necesario entender esta misma por sobre su particularidad y esencia intrínseca, puesto que, aquello de lo surgen las críticas a esta prueba vendrá a ser precisamente las diferentes circunstancias particulares de cada uno de los estudiantes previa a su realización. Diferencias que nacen a su vez de las diferentes realidades que enfrenta cada individuo a lo largo de su existencia, pero que para este caso resultan en diferencias que vendrán a facilitar o perjudicar su acceso a la educación superior, condicionando de esta forma la realización de sus aspiraciones y anhelos futuros. Dentro de un contexto nacional como lo es el ser considerado uno de los tres países latinoamericanos que presentan mayor desigualdad en cuanto a ingresos, teniendo el capital cultural un alto impacto des-balanceador a la hora de buscar la realización de un test parejo y justo. La PSU por sí sola pasa a ser un ente condicionante de la vida académica tanto de los estudiantes que desean continuar con sus estudios superiores, como con quienes no; pasamos entonces a realizar una evaluación que atiende a nuestros conocimientos objetivos de contenido curricular, por sobre el evaluar las aptitudes académicas. En este contexto se da entonces que la elección de una carrera o de la misma institución objetivo pasara a ser un proceso situado socialmente, dado que, no se trata de una elección que responda a la racionalidad nacida de la concurrencia de información oportuna y eficaz, sino que más bien vendría a implicar el desarrollo y movilización de diversas estrategias que son a su vez condicionadas por la posición social del individuo.
Dentro de las críticas que se han hecho a la PSU, se encuentran las siguientes:
- Dependencia del DEMRE, una unidad de una de las universidades del sistema y no un ente autónoma, con poca transparencia y difícil acceso a investigadores.

Los únicos evaluadores de  la calidad técnica de las preguntas que componen la PSU son el DEMRE y el Comité Técnico Asesor del CRUCH. La información de las respuestas a las preguntas individuales que componen las pruebas no es accesible a otros investigadores con lo cual no es posible corroborar en forma independiente la calidad técnica de las preguntas que la componen. El DEMRE y el Comité Técnico Asesor del CRUCH son juez y parte del proceso, lo cual limita la objetividad de sus apreciaciones.
Informe Fundación Pro Acceso

- Que es un instrumento que por medir conocimientos, profundiza la segregación que ya tiene el sistema escolar, dejando fuera a muchos estudiantes de bajos recursos. Uno de los cambios que se hicieron en el sistema único de selección fue la inclusión del ranking de los estudiantes en sus colegios como factor adicional. Además, la creación de propedéuticos en varias universidades para disminuir el abandono de los estudiantes de primeros años.[32] Esta medida ha sido en general considerada positivamente.[33]

- Que la PSU está orientada a quienes han estudiado todos los contenidos, por lo que los estudiantes de establecimientos Técnico-Profesionales (TP), están en serias desventajas por tener currículos de estudio diferentes.[34]

Las críticas a la PSU vieron su punto más fuerte durante el proceso 2019. El 7 de enero de 2020 la prueba de Historia fue suspendida debido a la filtración de imágenes correspondientes a una de las formas utilizadas en el cuestionario. El día anterior 64 establecimientos habían suspendido la aplicación de las pruebas de Lenguaje y Comunicación y Ciencias debido a manifestaciones y disturbios al interior de los locales, en el marco de la serie de protestas ocurridas desde octubre de 2019. Las pruebas originalmente estaban previstas para el 18 y 19 de noviembre de 2019, sin embargo el Consejo de Rectores las postergó inicialmente para el 2 y 3 de diciembre, y en noviembre volvieron a ser postergadas para el 6 y 7 de enero de 2020. El 9 de enero el Consejo de Rectores anunció que la prueba de Historia no será realizada y que el 27 y 28 de enero se realizarán las otras 3 pruebas a los estudiantes que no pudieron rendirlas debido a las suspensiones en sus establecimientos. Dichos días, existieron varios locales de rendición en que no se pudo rendir el examen, debido a nuevos boicot, por lo que el DEMRE volvió a postergar la fecha de rendición para las personas que no hayan podido rendirla, para los días 4 y 5 de febrero de 2020.